# 比拉诺瓦德亚罗萨
比拉诺瓦德亚罗萨，是西班牙加利西亚自治区蓬特韦德拉省的一个市镇。 总面积35平方公里，总人口10.333人（2001年），人口密度295人/平方公里。